# セントクロワ郡 (ウィスコンシン州)
セントクロワ郡（英: St. Croix County）は、アメリカ合衆国ウィスコンシン州の西部に位置する郡である。2010年国勢調査での人口は84,345人であり、2000年の63,155人から33.6%増加した。州内でも最も人口成長率の高い郡である。郡庁所在地はハドソン市（人口12,719人）であり、同郡で人口最大の都市でもある。セントクロワ郡はミネソタ州に跨るミネアポリス・セントポール大都市圏に属している。

## 歴史
セントクロワ郡は1840年8月3日にウィスコンシン準州議会によって設立された。郡名はその西側境界を流れるセントクロワ川に因んで名付けられた。セントクロワ川の名前の由来は出典史料によって異なるが、17世紀後半にセントクロワ川河口（ミシシッピ川に注ぐ）で溺れた探検家セントクロワに因むものとされてきた。別の説ではフランスの探検家ヘネピン神父が、河口に墓標があったのでその地域に「聖十字架」（フランス語のSte Croix ）と名付けたというものである。
1845年2月19日セントクロワ郡の北部からラポイント郡（現在は廃郡）が設立された。ウィスコンシンが州に昇格した1848年5月29日、セントクロワ郡が分割され、ミシシッピ川から現在のミネソタ州との州境までの地域は、1849年3月3日までそのまま暫定ウィスコンシン準州となっていた。その地域と、アイオワ州より北の未編入領域は、その後にミネソタ準州として組織化された。1849年10月27日に、ウィスコンシン準州のラポイント郡から分離していた暫定ウィスコンシン準州から、当時のミネソタ準州内でイタスカ郡、ワシントン郡、ラムゼー郡、ベントン郡が設立された。
ウィスコンシン州内に残ったセントクロワ郡の領域からピアース郡とポーク郡が作られ、さらにダン郡、バロン郡、ウォシュバーン郡、バーネット郡の領域にも使われた。
1899年6月12日、藤田スケール"F5"の竜巻がニューリッチモンドの町を襲った。その通った跡は幅300ヤード (270 m)、長さ30マイル (48 km) に及んだ。竜巻はハドソンの南、セントクロワ川岸から起こっていた。セントクロワ郡を北東に横切り、バークハートとボードマンの町を過ぎ、ニューリッチモンドを襲って、町の大半を破壊した。竜巻は北東に進み続け、ディアパークの町を掠めてポーク郡に抜けた。ポーク郡内ではクリアレイクの町を掠め、リチャードソンとクリア湖を襲った。さらにバロン郡に入り、アーランドの町を襲い、バロン郡の南西部で消失した。この竜巻で、セントクロア、ポーク、バロンの3郡合わせて117人が死亡し、リッチモンドの町だけでも64人が亡くなった。アメリカ合衆国史のなかでも9番目に被害の大きな竜巻となっている。

## 地理
アメリカ合衆国国勢調査局に拠れば、郡域全面積は736平方マイル (1,910 km2)であり、このうち陸地722平方マイル (1,870 km2)、水域は14平方マイル (36 km2)で水域率は1.90%である。

### 主要高規格道路
| - 州間高速道路94号線 - アメリカ国道12号線 - アメリカ国道63号線 - ウィスコンシン州道29号線 - ウィスコンシン州道35号線 | - ウィスコンシン州道46号線 - ウィスコンシン州道64号線 - ウィスコンシン州道65号線 - ウィスコンシン州道128号線 - ウィスコンシン州道170号線 |

### 隣接する郡
- ポーク郡 - 北
- バロン郡 - 北東
- ダン郡 - 東
- ピアース郡 - 南
- ワシントン郡 (ミネソタ州) - 西

### 国立保護地域
- セントクロア国立景観河川路（部分）

## 人口動態

2000人口ピラミッド

以下は2000年国勢調査による人口統計データである。
| 基礎データ - 人口: 63,155人 - 世帯数: 23,410 世帯 - 家族数: 16,948 家族 - 人口密度: 34人/km2（88人/mi2） - 住居数: 24,265軒 - 住居密度: 13軒/km2（34軒/mi2） 人種別人口構成 - 白人: 97.85% - アフリカン・アメリカン: 0.28% - ネイティブ・アメリカン: 0.25% - アジア人: 0.62% - 太平洋諸島系: 0.02% - その他の人種: 0.22% - 混血: 0.76% - ヒスパニック・ラテン系: 0.76% 先祖による構成 - ドイツ系：34.4% - ノルウェー系：19.3% - アイルランド系：8.2% - スウェーデン系：5.4% | 年齢別人口構成 - 18歳未満: 27.9% - 18-24歳: 8.2% - 25-44歳: 32.2% - 45-64歳: 21.9% - 65歳以上: 9.9% - 年齢の中央値: 35歳 - 性比（女性100人あたり男性の人口） - 総人口: 100.2 - 18歳以上: 98.5 世帯と家族（対世帯数） - 18歳未満の子供がいる: 38.0% - 結婚・同居している夫婦: 61.6% - 未婚・離婚・死別女性が世帯主: 7.0% - 非家族世帯: 27.6% - 単身世帯: 21.2% - 65歳以上の老人1人暮らし: 7.3% - 平均構成人数 - 世帯: 2.66人 - 家族: 3.12人 |

## 都市と町
| 都市                                                                                         | 村 | 町 | 町 | 未編入の町 | 未編入の町 |
| -------------------------------------------------------------------------------------------- | --- | --- | --- | --- | --- |
| - ハドソン - 郡庁所在地 - グレンウッドシティ - ニューリッチモンド - リバーフォールズ（部分） | - ボールドウィン - ディアパーク - ハモンド - ノースハドソン - ロバーツ - サマセット - スプリングバレー（部分） - スタープレーリー - ウィルソン - ウッドビル | - ボールドウィン町 - キャディ - サイロン - オーガレ - エメラルド - エリンプレーリー - フォレスト - グレンウッド - ハモンド町 - ハドソン町 - キニッキニック | - プレザントバレー - リッチモンド - ラッシュリバー - サマセット町 - スプリングフィールド - セントジョセフ - スタントン - スタープレーリー町 - トロイ - ウォーレン | - ボードマン - バークハート - センタービル - サイロン - ダール - エメラルド - エリンコーナー - フォレスト - グロバー - ハッチビル（部分） | - ハーシー - ホウルトン - ハンティントン - ジューエット - ジョハネスバーグ - ノースライン - パーマー - スタントン - バイキング（部分） - ワイルドウッド |